# Stay (singolo Simply Red)
Stay è un singolo del gruppo musicale britannico Simply Red, il terzo estratto dall'album omonimo nel 2007.

## Tracce
1. Stay (Original Version) – 3:04
2. Stay (Radio Mix) – 2:57
3. Stay (7th Heaven Radio Mix) – 4:09
4. Stay (Grand Nelson Club Mix) – 5:52

## Classifiche
| Classifica (2007) | Posizione massima |
| ----------------- | ----------------- |
| Italia            | 28                |
| Regno Unito       | 36                |